# Ожиш

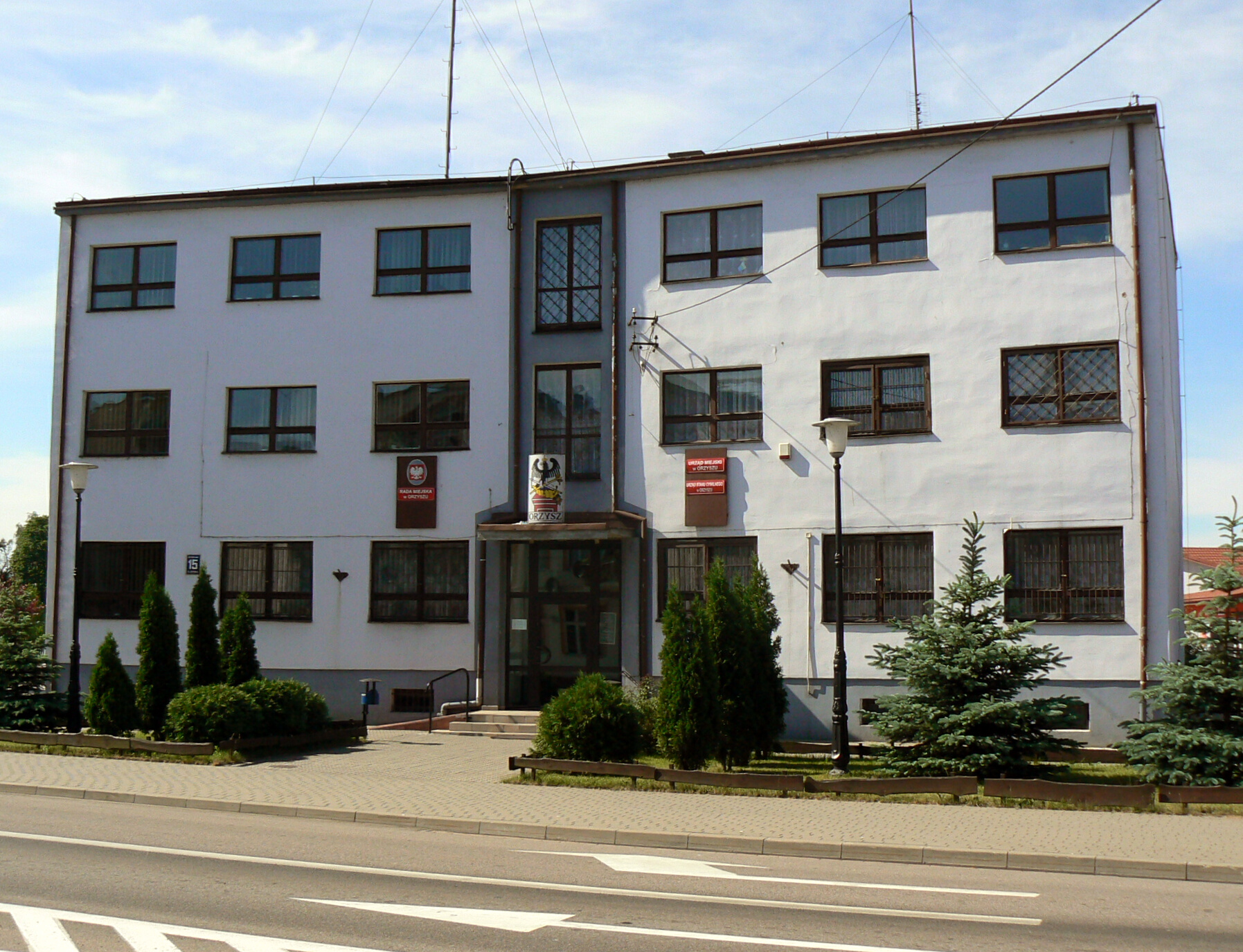
Администрация города и гмины.

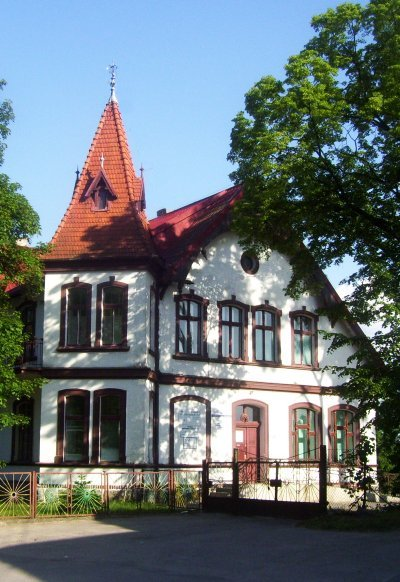
Главная больница.

Ожиш (пол. Orzysz, нем. Arys, прусск. Aris) — город в Польше. Расположен на территории Варминьско-Мазурского воеводства, входящего в состав Пишского повята близ реки Ожиши между озёрами Сайно и Ожиш. Административный центр городско-сельской гмины Ожиш. В 1975—1998 годах входил в состав Сувалкского воеводства.
Согласно данным, опубликованным 30 июня 2012 года, численность населения города составляет 5 878 человек.

## Название
12 ноября 1946 года город был переименован в Ожиш; настоящий топоним является полонизированным названием города на немецком языке.

## История
История города начинается в XV веке. Выгоду из местонахождения современного города извлёк Конрад фон Эрлихсхаузен — 2 марта 1443 году по его приказу близ озера Арысь был основан посёлок Нойдорф (рус. Новая деревня). Данный термин, использовавшийся к отношении посёлка, не вошло в употребление. В документах Тевтонского ордена начала XVI века упоминается некая Арысь (прусск. Aris, позже — Arys). Город увеличивался в размерах и вскоре у торгового пути появились первые домишки; населённый пункт приобрёл очертания простирающегося в одну линию городка. В 1725 году королём Фридрихом Вильгельмом I был принят городской устав. В 1753 году в городе были расквартированы войска. В 1890 году близ города был основан военный полигон, также известный как Ожишский полигон. С 1895 года на территории города дислоцируется гарнизон. Возникновение и расширение полигона, также военные инвестиции (строительство больших казарм) имели большое влияние на развитие торговли и услуг, следовательно и на развитие города. Всё это благоприятствовало пуску в начале XX века железнодорожного сообщения — в 1908 году с Пишом и Гижицко, в 1911 году с Мронгово и Элком. В годы Первой мировой войны (ноябрь 1914 года — февраль 1915 года) город был оккупирован русскими войсками. В 1940 году в Ожыше умер родившийся в городе Огрудек (в 15 км от Ожиша) мазурский поэт Михал Кайка. В 1945 году в ходе боевых действий город был частично разрушен, после окончания войны вошёл в состав только что образованного государства Польша.

## Достопримечательности
- Костёл Пресвятой Божией Матери Скапулярной был основан в 1530 году, позже отреставрирован. Крыша нижнего храма наклонна, к храму пристроена небольшая башня, для защиты которой предусмотрены полукругные двойные шандельеры. Убранство храма новое. Современный вид алтарь приобрёл в 1948 году.
- Костёл Пресвятого Священного Сердца Господа Иисуса — эклетическое сооружение, построенное в 1913 году по настоянию сельских жителей. Расположено напротив Элкской улицы. На росписях, представленных во внешней части церкви на своде, состоящем из балок, изображены Ангелы, сцены из жизни Иисуса Христа, а также Христианские символы.
- Военное кладбище, построенное во время Первой мировой войны.

## Гарнизон Ожиша
В 1753 году в Ожише были временно расквартированы войска, с началом строительства казарм и формированием в 1895 году гарнизона — на постоянной основе. Во время Второй мировой войны в городе были расквартированы части германской армии, после окончания войны — части вооружённых сил Польши.
В последующие года на территории города дислоцировались:
- Бригада оперативно-тактических ракет[пол.], с 1989 года на территории дислокации бригады расположено Осьродекское профессиональное училище по подготовке специалистов ракетных войск и артиллерии.
- 7-я дисциплинарная часть (более известна как часть по уголовным делам).
- 4-я бригада броневой кавалерии[пол.]
- Литовско-польская бригада миротворческих войск[пол.]
- Военная Жандармерия — полевое подразделение (в настоящее время дислоцируется на территории деревни Бемово-Писке[пол.])

По состоянию на 2012 год на территории города дислоцировались:
- 15-я механизированная бригада (как составная часть одного из подразделений)
- 15-й сапёрный батальон
- военная комендатура по экспорту товаров из Ольштына — представительство Ольштына в Ожыше.
- гарнизонный узел связи

Здесь дислоцируется Польская батальонная боевая группа расширенного передового присутствия НАТО.

## Религиозные общины
- Римско-католический костёл Пресвятой Божией Матери Скапулярной
- Римско-католический костёл Пресвятого Священного Сердца Господа Иисуса
- Римско-католическая капелла Пресвятого Королевича Казимира (расположен на территории гарнизона)
- Православный приходской храм Георгия Победоносца
- Зал Царства Свидетелей Иеговы[4].

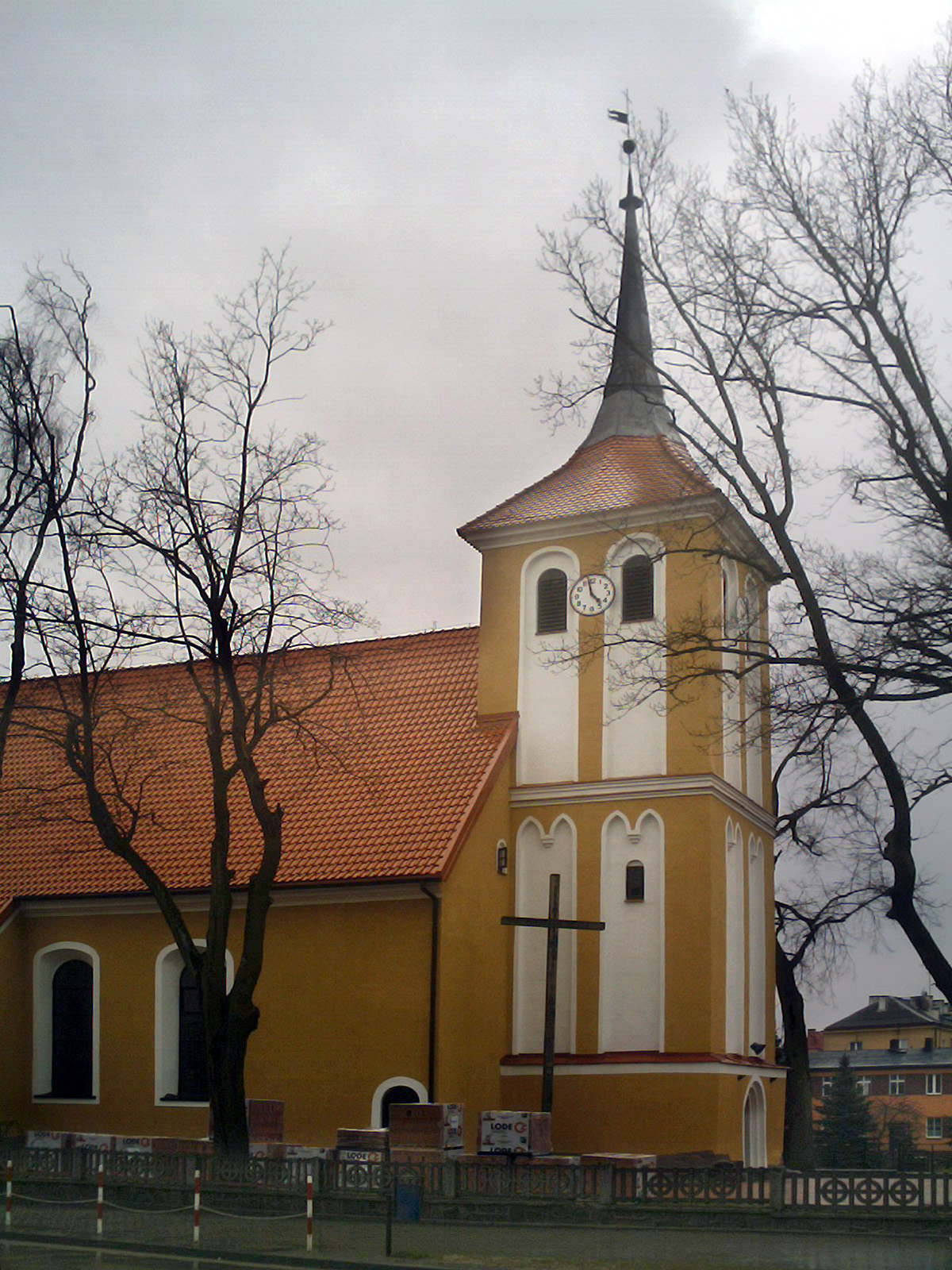
Костёл Пресвятой Божией Матери Скапулярной
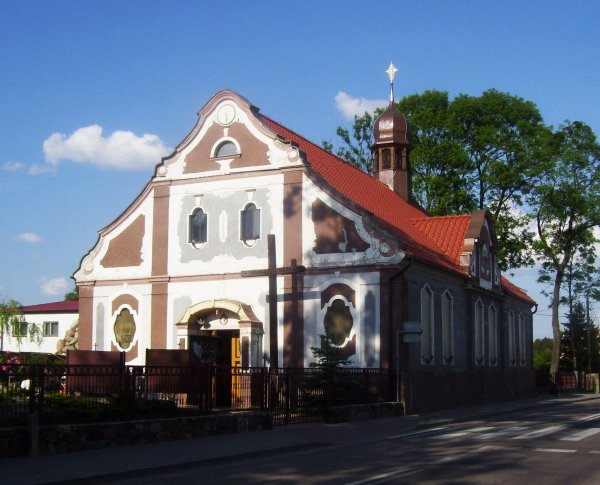
Костёл Пресвятого Священного Сердца Господа Иисуса
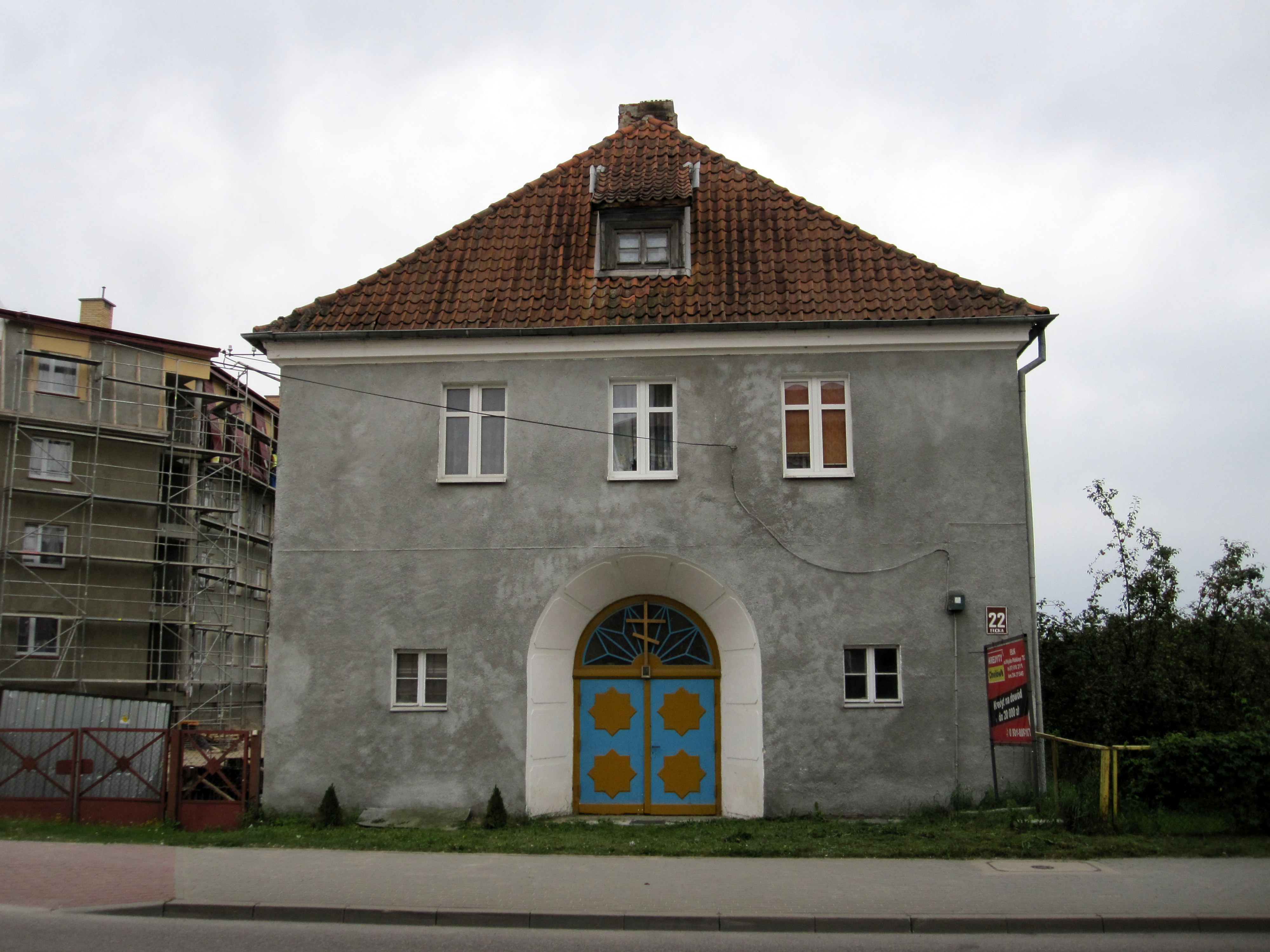
Православный храм Святого Георгия

## Известные уроженцы
19 сентября 1912 года в городе родился немецкий дирижёр еврейского происхождения Курт Зандерлинг. В 1935—1960 годах жил в эмиграции в Советском Союзе, с 1960 года — в Восточном Берлине. Умер 11 сентября 2011 года в Берлине.

## Транспорт
Ожиш находится на пересечении национальных автодорог:
- Грудзёндз — Ольштын — Мронгово — Ожиш — Элк — Огродники — государственная граница Польши с Литвой.
- Венгожево — Гижицко — Ожиш — Кольно — Ломжа — Седльце — Славатыче — государственная граница Польши с Беларусью.

В городе не была проведена окружная дорога, транзитное движение осуществляется по главным дорогам города. Планируется проложить окружную дорогу на участке национальной автомобильной дороги № 16 (S16).
Через Ожиш проходит железнодорожное сообщение Ольштына с Элком. На территории города расположен вокзал. В сентябре 2009 года движение пассажирских поездов на вышеуказанном участке железнодорожной дороги было приостановлено. Благодаря модернизации, равно как дороги, так и железнодорожной инфраструктуры (автомагистрали), стало возможным более активное активное использование путей передвижения для военных целей (манёвры войск на территории ближайшего полигона).
Местное автобусное сообщение осуществляется компанией PKS, штаб-квартира которой расположен в город Пиш и компанией пассажирских автоперевозок, находящейся в руках Аркадиуша Гетека. Автобусные перевозки на дальние расстояние осуществляются другими структурами PKS. Между Ожишом и Ольштыном, Элком, Гижицком, Пишом, Венгожевом, Ломжой, Белосток, Варшавой и Люблином осуществляется непосредственное автобусное сообщение.

## Города-побратимы
Города— и коммуны—побратимы:
- Кроп (2002 год; Германия)[5]
- Хорошев (Украина)
- Скуодас (Литва)
- Згеж (2001 год; Польша)[6]